# Лавља грива
„Лавља грива” (енгл. The Adventure of the Lion's Mane) је једна од 56 приповедака о Шерлоку Холмсу које је написао Артур Конан Дојл и једна је од дванаест прича у циклусу сакупљеном као Архива Шерлока Холмса (1927). Значајна је по томе што је приповеда сам Холмс, уместо доктора Вотсона (који се не појављује у причи).

## Радња
Радња се одвија крајем јула 1907. године. Шерлок Холмс ужива у пензији у Сасексу када једног дана на плажи сретне свог пријатеља Харолда Стекхерста, директора оближње припремне школе. Тек што су се срели, наставник науке из његове школе, Фицрој Мекферсон, долази до њих у агонији, само у капуту и панталонама. Пре него што се сруши, промрмља „лавља грива”, а затим умре. По целим леђима му се налазе бразде, за које делује као да су нанете неким флексибилним оружјем, јер се трагови криве преко рамена и око ребара.
Неколико тренутака касније, Ијан Мердок, наставник математике из припремне школе, долази до њих. Он није видео напад и тек је стигао на плажу из школе. Холмс види неколико људи далеко на плажи, али мисли да су превише удаљени да би имали икакве везе са Мекферсоновом смрћу. Исто тако, неколико рибарских бродова са плаже је предалеко.
Испоставило се да су Мердок и Мекферсон били у пријатељским односима, али, премда, не одувек. Мердок је загонетан човек са повременим лошим наравом. На пример, једном приликом је бацио Мекферсоновог пса кроз стаклени прозор. Упркос томе, Стекхерст је сигуран да су њих двојица били у добрим односима. Мекферсон је био верен за Мод Белами, и код њега је пронађена порука која потврђује њихов састанак.
Холмс посматра лагуну формирану недавном олујом коју локалци користе као језерце за купање. Тамо види Мекферсонов пешкир како лежи сув и закључује да он никада није ушао у воду. Холмс организује претрагу пећина и других кутака у подножју литица. Ништа и нико се не појављује, а Холмс је и очекивао да ће ово бити случај.
Стекхерст и Холмс посећују госпођицу Белами, да виде да ли она може да расветли ову збуњујућу мистерију. Баш када се приближавају кући Беламијевих, виде како се појављује Ијан Мердок. Стекхерст жели да зна шта је тамо радио, те долази до свађе са Мердоком који изјављује да се то њега не тиче. Стекхерст губи живце и отпушта Мердока на лицу места. Мердок затим одјури да се спреми да се исели.
Они упознају Мод Белами, њеног оца и брата. Господин Белами и његов син нису одобравали везу између Мод и Мекферсона; они за веридбу сазнају тек сада. Мод каже да ће им помоћи колико год може и да јој се Мердок удварао. Ово, заузврат, наводи Холмса да посумња да је Мердок можда из љубоморе могао бити одговоран за Мекферсонову смрт.
Ускоро је Мекферсонов пас пронађен мртав у језерцету где је Мекферсон дочекао свој крај. Очигледно је умро у агонији, баш као и његов власник. У овом тренутку, Холмс почиње да сумња у нешто друго. Речи Мекферсона на самрти, „лавља грива”, делују му однекуд познато, али он не може да се сети одакле.
Инспектор Бардл из полиције Сасекса посећује Холмса да би га питао да ли има довољно доказа за хапшење Мердока. Холмс је сигуран да нема, пошто Мердок има алиби. Такође није могао сам да савлада Мекферсона, који је био прилично јак, упркос срчаним проблемима. Њих двојица разматрају Мекферсонове ране. Бразде делују као да их је оставила врела жичана мрежа, или можда бич. Холмс је спреман да се врати до језерцета да тестира теорију коју је формирао која би могла да објасни Мекферсонову смрт. Док се спрема да оде, долази Мердок, потпомогнут Стекхерстом, који се плаши да би Мердок могао да умре; већ два пута се онесвестио од бола. На себи има исте ране као и Мекферсон. У великој агонији, он се онесвести, али се коначно опоравља јер је имао јаче срце од Мекферсоновог.
На језерцету, Холмс угледа убицу: медузу Лавља грива (Cyanea capillata), смртоносно створење о коме је читао. Холмс гура стену са литице и згњечи медузу. Мердок је ослобођен кривице. Имајући у виду његову бившу везу са Мод, он је од помоћи био посредник између ње и Мекферсона како би се избегло да њен отац сазна за везу, али из истог разлога није желео да разговара о томе ни са ким. Након што је Мердок сазнао за Мекферсонову смрт, отишао је да каже Мод, а затим ју је питао да ли он сам може да настави своју претходну везу са њом сада када Мекферсон више није жив. Међутим, Мод је била превише сломљена због изненадне смрти свог вереника да би за сада желела везу са било ким, па је одбила Мердока, што је објаснило његово кисело расположење када се неколико дана раније суочио са Стекхерстом. Стекхерст опрашта Мердоку и враћа га на посао.

## Наратор
Ово је једна од само две приче сер Артура Конана Дојла које је приповедао сам Шерлок Холмс уместо доктора Вотсона. Друга прича је „Бледи војник”.
Према Овену Дадлију Едвардсу, оригинални рукопис приче указује на то да је Дојл у почетку планирао да Холмс забележи свој пораз. Решење случаја које је Холмс исказао у коначној верзији приче првобитно је пружио природњак по имену доктор Мордхаус. Овај аспект је на крају уклоњен и доктор Мордхаус се не појављује у коначној верзији приповетке.

## Историја објављивања
Приповетка је први пут објављена у америчком часопису Liberty у новембру 1926, као и у британском часопису The Strand Magazine у децембру исте године. Прича је објављена са седам илустрација Фредерика Дора Стила у часопису Liberty, и са три илустрације Хауарда К. Елкока у часопису The Strand. Уврштена је у збирку кратких прича Архива Шерлока Холмса,[4] која је објављена у Уједињеном Краљевству и САД у јуну 1927. године.
Копија оригиналног рукописа објављена је 1992. године од стране Библиотеке Вестминстер и Лондонског друштва Шерлок Холмс.

## Адаптације

### Телевизија
Приповетка је индиректно референцирана у епизоди „Шест Тачерових” серије Шерлок, где Шерлок и Џон, решавајући случајеве, у шали коментаришу глупост хапшења медузе. У епизоди „The Geek Interpreter” серије Елементарно Шерлок укратко извештава о решавању хладног случаја смрти Фицроја Мекферсона из 1926. године, идентификујући медузу Лавља грива као кривца.

### Радио
Едит Мејзер је адаптирала ову приповетку као епизоду америчке радио-серије Авантуре Шерлока Холмса. Епизода је емитована 23. марта 1931, са Ричардом Гордоном у улози Шерлока Холмса и Лијем Ловелом као др Вотсоном. Још једна драматизација приче коју је адаптирала Мејзерова емитована је 1. августа 1936. (са Гордоном као Холмсом и Харијем Вестом као Вотсоном).
Мејзерова је такође адаптирала ову причу као епизоде америчке радио-серије Нове авантуре Шерлока Холмса која је емитована 13. новембра 1939. и 25. јануара 1942. (са Бејзилом Ратбоном као Холмсом и Најџелом Брусом као Вотсоном). У адаптацији „Лавље гриве” која је емитована 21. априла 1947. Том Конвеј је играо Холмса са Брусом као Вотсоном.
Радио-адаптација приче је емитована 1969. на станици BBC Radio 2, као део радио-серије из 1952–1969, у којој су се нашли Карлтон Хобс као Шерлок Холмс и Норман Шели као др Вотсон. Драматизовао ју је Мајкл Хардвик.
Приповетка је драматизована за BBC Radio 4 током 1994. године од стране Берта Кулса као део радио-серије из 1989–1998. у којој су глумили Клајв Мерисон као Холмс и Мајкл Вилијамс као Вотсон.
Године 2009, прича је адаптирана за радио као део Класичних авантура Шерлока Холмса, серије у америчкој радио-емисији Imagination Theatre, у којој су глумили Џон Патрик Лоури као Холмс и Лоренс Алберт као Вотсон.